# Lago Insel
El lago Insel (en alemán: Inselsee) es un lago situado en el distrito de Rostock, en el estado de Mecklemburgo-Pomerania Occidental (Alemania), a una altitud de 11.4 metros; tiene un área de 458 hectáreas.